# Stade Père-Jégo
Pour les articles homonymes, voir Jégo.
Le Stade Père-Jégo (en arabe : ملعب الأب جيكو) est un stade de football situé à Casablanca, au Maroc. C'est l'enceinte du Racing Athletic Club.
Il comprend 10 000 places assises. Le stade connait des rénovations au niveau de la pelouse ainsi que la pose de sièges en 2017.